# Sprockhövel
Sprockhövel es una ciudad en el sur de la cuenca del Ruhr, Renania del Norte-Westfalia, Alemania y pertenece al distrito de Ennepe-Ruhr. La ciudad es la cuna de la industria minera del Ruhr.

## Geografía

### Ubicación
Sprockhövel se encuentra en el borde sur de la cuenca del Ruhr en las colinas bajas del Berg. Limita con las ciudades de Hattingen, Witten, Wetter, Gevelsberg, Schwelm (todas las del distrito de Ennepe-Ruhr) y Wuppertal. La ciudad entera con la excepción de Haßlinghausen pertenece a la unidad natural de Brandeburgo de capa campo rasgón.

### Resumen de la ciudad
De acuerdo con los principales estatutos, se divide en los siguientes seis distritos que fueron antes de las reorganizaciones municipales de 1960 y 1970, según la oficina independiente que pertenece a las comunidades rurales (habitantes el 31 de diciembre de 2012):
Gennebreck (1910)	

Haßlinghausen (9119)	

Hiddinghausen (1760)	

Niedersprockhövel (9549)	

Niederstüter (1613)	

Obersprockhövel (1588)

## Historia

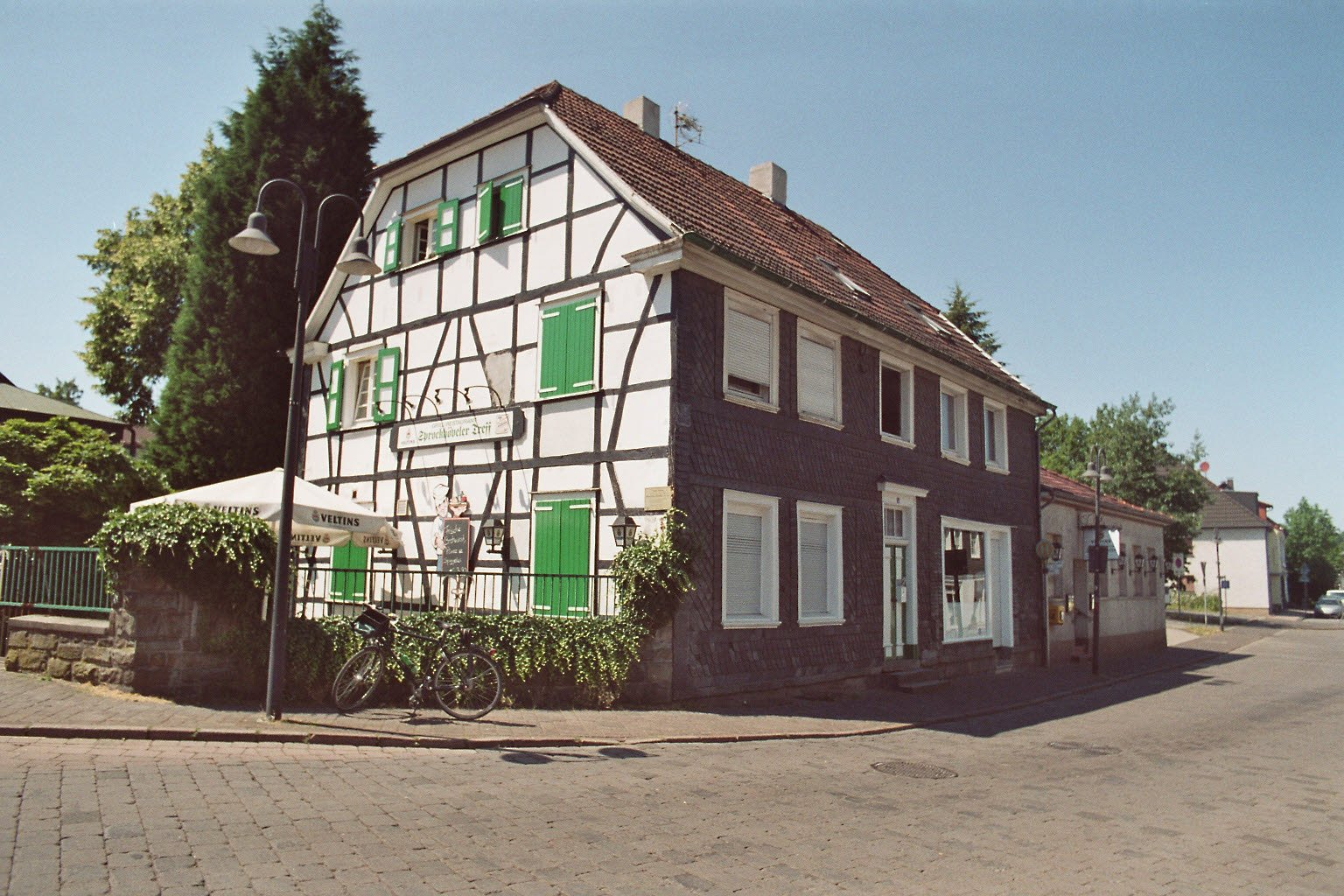
Casa Heine en el pueblo

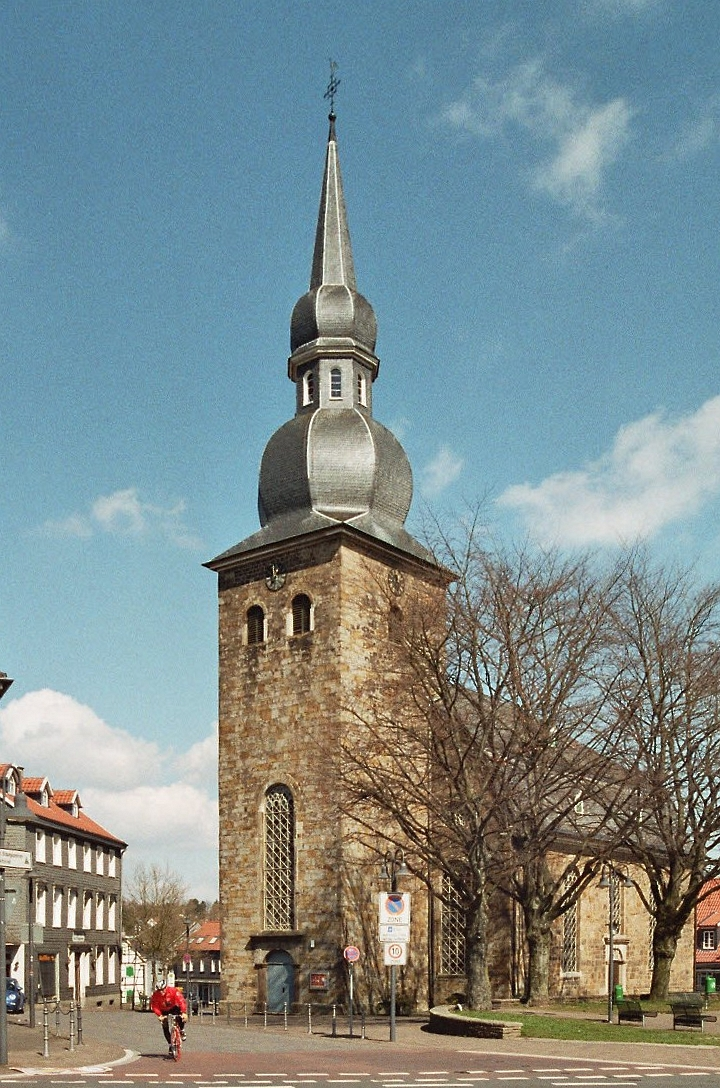
Iglesia evangélica en Niedersprockhövel

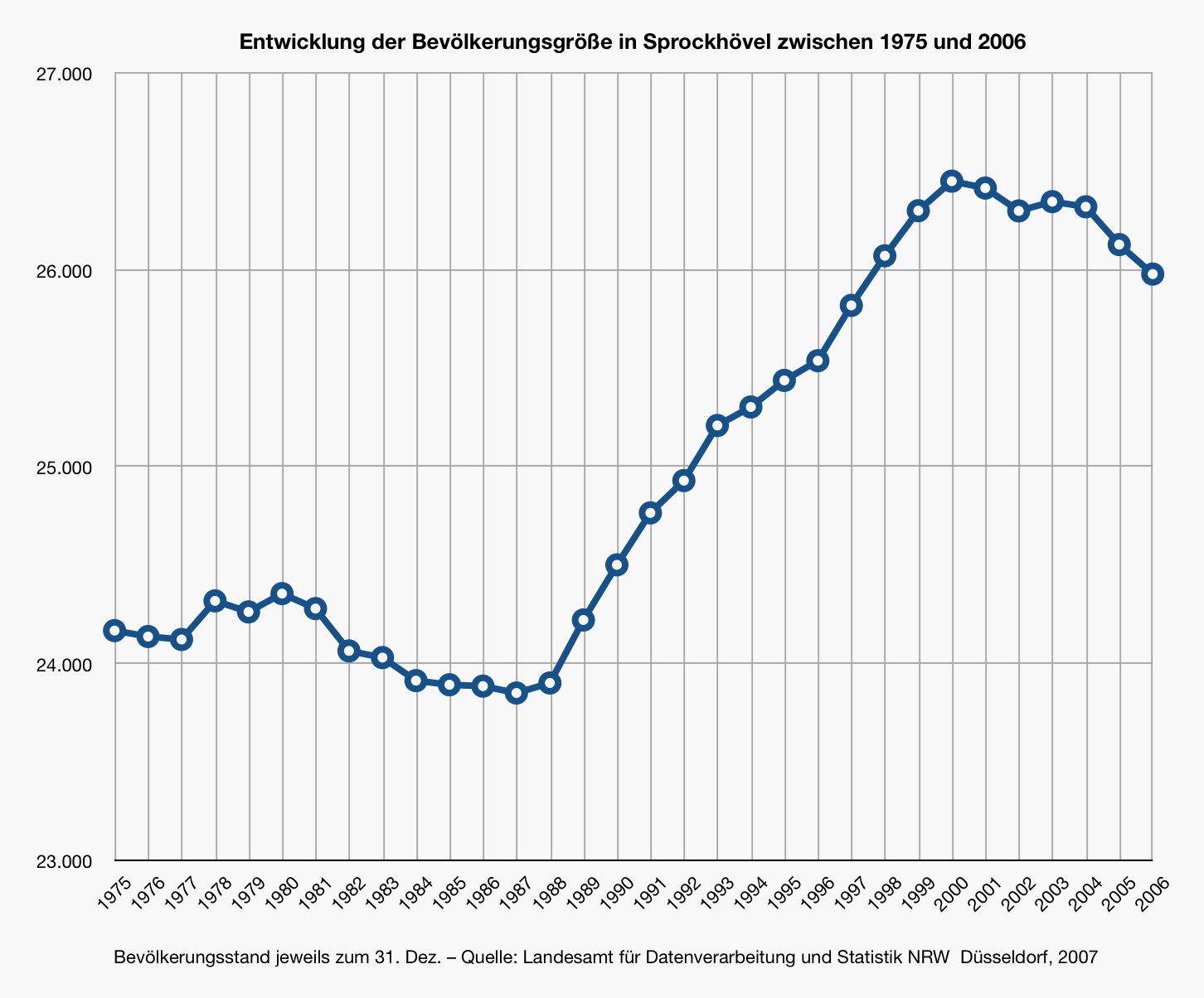
Desarrollo de la población desde 1975

Sprockhövel, se menciona por primera vez en el año mil bajo el nombre Spurkinhuvelo, que se asocia con la zona de Westfalia-Brandenburgo. El nombre deriva probablemente del latín spurca, que significa "enebro", y la antigua palabra alemana huvele que significa "colina". Así Sprockhövel quiere decir "Colina Enebro".
Las Colinas Enebro también fueron encontrados en la capa de la ciudad vieja de armas del nuevo municipio, que mostró tres arbustos de enebro sobre tres colinas en un socavón. Sólo con la reforma municipal en el año 1970, el escudo de armas actual de la ciudad, fue creado mediante la combinación de lo antiguo con el escudo de armas de la antigua Oficina Sprockhöveler Haßlinghausen. El socavón y las tres colinas se tomaron de la mano y brazos de Sprockhöveler. Por la Oficina Haßlinghausen viene la rama del avellano.
Durante siglos, la zona era la frontera para Sprockhöveler Ducado de Berg, el Condado del Monte, cuyas influencias culturales son todavía claramente visible tanto en el edificio histórico, así como en el dialecto hablado.
Hasta en el industrial Sprockhöveler la habitación de minería del carbón era predominantemente agrícola. Había establecimientos agrícola-artesanales típicos, tales como tiendas de forja y metalistería. A partir de estas explotaciones y la actualidad hay experiencia desarrollada con el inicio de la industrialización, y numerosos proveedores para la industria minera (por ejemplo, el propietario de la empresa Düsterloh, Turmag y Hauhinco). Con el declive de la minería del carbón del Ruhr en la década de 1970 desaparecieron poco a poco estas empresas desde el paisaje urbano.
Además de la minería del carbón tejer tela comercial fue principalmente en las zonas rurales de la ciudad, en la denominada región montañosa de gran importancia económica. Aparte de algunas fábricas industriales había numerosos Hausbandwirkereien, es decir, la tarea de las bandas para la industria textil producidas en los pueblos cercanos a Wuppertal y Velbert. Una banda de Weber está cerca del Museo de reminiscencia de Hattingen en esta industria.

### Incorporaciones
La comunidad Sprockhövel se estableció el 1 de septiembre de 1960 por la fusión de los municipios anteriormente independientes bajo Obersprockhövel y la Oficina Blankenstein-Ruhr. El 1 de enero de 1970, recibió su carta de la ciudad y por la incorporación de los municipios anteriormente independientes Gennebreck, Haßlinghausen y Hiddinghausen la Oficina Haßlinghausen y partes de la comunidad Bredenscheid-Stüter, la Oficina Hattingen le debe su aspecto actual. Desde entonces, es el centro administrativo con el ayuntamiento, en el distrito Haßlinghausen. Es el distrito Niedersprockhövel ubicado en el antiguo edificio de la administración en la calle principal de una extensión de la administración con cargo civil.

## Política

### Ayuntamiento
El Ayuntamiento de Sprockhövel continúa después de las últimas elecciones municipales del 25 de mayo de 2014, como sigue (entre paréntesis están los cambios desde la última sesión legislativa):
SPD: 16 escaños (2)	

CDU: 12 escaños (1)	

ODP: 5 escaños (-1)	

FDP: 3 plazas	

CMA (Nosotros para Sprockhövel): 2 escaños (2)	

Izquierda: 1 asiento (0)	

PIRATA: 1 asiento (1)	

### Mayor (desde 1937)
1937 de miembros de la Blankenstein Oficial
Rudolf Hess cabeza de familia 1937-1945	

Hugo Niedmann 1945-1946	

Henry Kemp (SPD) 1946-1952 y 1956-1960	

Otto Hagemann (FDP) 1952-1953	

Reinhard Bosselmann (FDP) 1953-1956	

1960 comunidad Sprockhövel
Henry Kemp (SPD) 1960-1963	

Walter Dornemann 1963-1966	

Heinz Scheffler (SPD) 1966-1969	

Oficina 1970 ciudad libre Sprockhövel
Hans Kaseberg (SPD) 1970-1999	

Paul Gerhard Flasdieck (SPD) 1999-2004	

Klaus Walterscheid (SPD) 2004-2014	

Ulli Winkelmann desde 2014	

### Escudos, armas, sellos y banderas
La ciudad es Sprockhövel por escritura del presidente del Gobierno Arnsberg, y ha sido galardonado con el derecho a portar el escudo de armas que se describen luego del 21 de febrero de 1973 (principales estatutos).

El escudo de espectáculos, armas en oro (amarillo) en una rama de avellano verde de dos hojas con tres frutas rojas, un azul triple de montaje con el negro, el oro (amarillo) cerrado y con la plata (blanco) Martillo y mazo en forma de cruz de San Andrés ocupa socavón.

El escudo de armas de la ciudad Sprockhövel es una combinación de los brazos del antiguo municipio Sprockhövel y la ex Oficina Haßlinghausen, a partir del cual se formó la ciudad Sprockhövel en 1970. La rama de avellano viene del escudo de armas de la antigua Oficina Haßlinghausen y surgió de la (errónea) derivación del nombre Haßlinghausen de avellana. La parte inferior es de las armas más antiguas de Sprockhövel o Niedersprockhövel. Los tres de la montaña simbolizan el nombre de la alternativa alemana bajo Huvel Sprockhövel, Hovel de colinas. El socavón estilizado contiene las herramientas de la minería antigua, el martillo y el cincel, y apunta a la minería pasado Sprockhövel.
La Escritura, por encima de la ciudad, también se le concedió el derecho a portar el sello que se describe a continuación:
"El sello muestra el escudo de la ciudad y en los dos tercios superiores de la junta ronda la inscripción" Ciudad Sprockhövel".
Por escritura del 7 de julio de 1980, el presidente del Gobierno de Arnsberg tiene la ciudad Sprockhövel. También otorgó el derecho a portar la bandera de la ciudad:
Descripción de la bandera: De amarillo a azul a amarillo en la proporción 1:3:1. Rayas a lo largo, en el medio de la pista azul del escudo de armas de la ciudad.
Descripción del Banner: De amarillo a azul a amarillo en la proporción 1:3:1. Rayada longitudinalmente, en el centro de la mitad superior de la pista azul del escudo de armas de la ciudad.

### Hermanamiento
1981 hermanada con la ciudad de Sur Kirkby Moor y Thorpe ( Yorkshire, Inglaterra)	

1987 tratado de amistad con la ciudad de Zaozhuang (unos 2,8 millones de personas) en la provincia de Shandong, China	

1988 tratado de amistad con la ciudad de Ciudad Darío en Nicaragua	

1995 Tratado de amistad con la ciudad Lutterbach en Alsacia, Francia	

2000 hermanada con la ciudad Oelsnitz en el Erzgebirge, Alemania	

## Economía e infraestructura

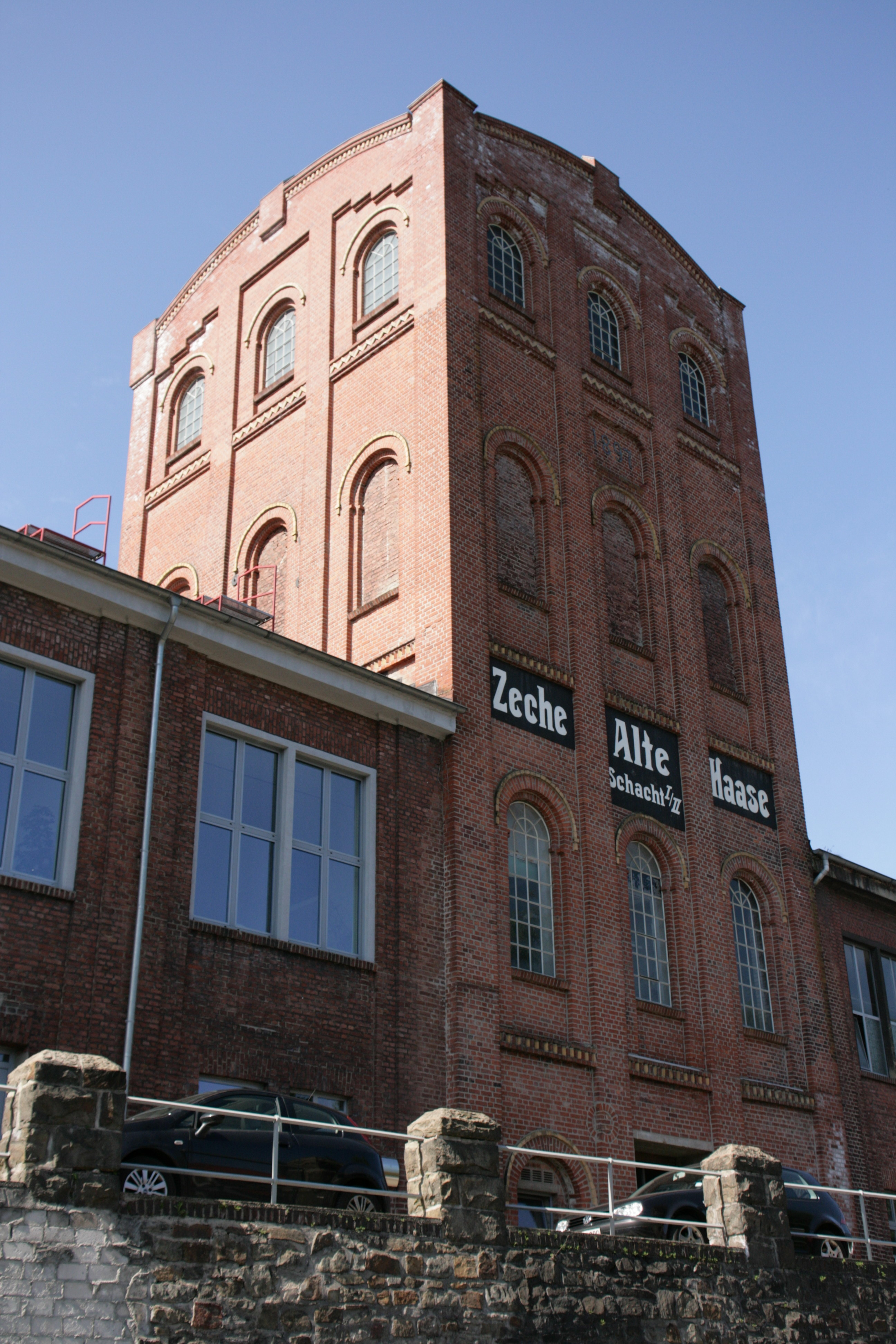
Malakowturm de mina vieja Haase

### Minería
Sprockhövel es considerada como la cuna de la minería del carbón del Ruhr. Aquí se subrayan las más antiguas costuras de carbón de la superficie de la tierra y pueden ser destituidos por medios sencillos. El carbón se encontraba en el corazón Kaemper artesa de cantera y fue inicialmente a tiempo parcial agricultores y Kötter en la región sur de la cuenca del Ruhr.
Renovado en 1737, la montaña estaba bien para el 18 de julio del Condado Marcos y que adopte la Oficina de Minería de Brandeburgo Bochum fundada a principios de 1738. El sistema de regulación se reunió con la resistencia de los locales oficios que vieron sus derechos consuetudinarios. Los aprobados oficialmente minas túnel tendían a tener un número muy reducido de empleados - como empleado en la mina de carbón Gluckauf Gennebreck 17 pal y por lo tanto pertenecía al lado de la mína con la rama parcialmente sólo 20 hombres de las minas más grandes del Condado de Marcos.
En 1850 con el carbono Eisenstein, se descubrió otro recurso y revivió la operación de la mina de carbón estancada. Desde 1865 en adelante, con sujeción a la minería de la libre competencia y en contra de 1890 comenzó su ingeniería civil. Esta no es una disminución de la importancia de la minería Sprockhöveler, porque las vetas de carbón estaban al norte, las oportunidades en la minería eran de gran alcance y había un mejor ofrecimiento sobre Ruhr. Después de la Segunda Guerra Mundial floreció durante los cortes de energía de nuevo brevemente la minería del carbón en Sprockhövel. A mediados de la década de 1950 comenzaron los grandes cierres de minas en la región. La última mina importante en Sprockhövel era el Antiguo Haase, que cerró sus puertas en 1968, poniendo fin a una larga tradición de la minería en esta región.
Varios de estos senderos mineros históricos pueden ser interesantes en la actualidad, por la cuestión de un seguimiento del carbón. Los senderos conducen a sitios históricos y exposiciones representantes de la minería Sprockhöveler (véase, por ejemplo. B. Corazón Kaemper dump-way ).

### Hospital Vecino
Sprockhövel no tiene un hospital. La atención médica de los ciudadanos se toma desde el hospital protestante en la vecina ciudad de Hattingen y desde el hospital Helios en el Schwelm. El servicio de ambulancia se lleva a cabo en el servicio de lunes a viernes de 07:00 a 19:00 horas por la Cruz Roja Alemana.

### Protección contra incendios
No al Fuego, en la ciudad Sprockhövel es un seguro departamento de bomberos voluntarios. La ciudad está dividida en tres áreas de eliminación. La gama de limpiado pertenece a la compañía de bomberos Haßlinghausen y los grupos de impiado Hiddinghausen y Schmiedestrasse, para la región de la deleción II de la Compañía de Bomberos al sur de Sprockhövel y el otro grupo de eliminación al norte de Sprockhövel. La región de la deleción III se compone sólo de la compañía de bomberos Gennebreck. En general, los voluntarios tienen que lidiar con los insertos de 21 vehículos y un remolque de tubo disponibles. El departamento de bomberos Sprockhövel se mueve al año, alrededor de 300 veces para la lucha contra incendios, o la asistencia técnica.

### Formación
El IG Metall tiene con Sprockhövel, el centro de educación de IG Metall, que pretende ser en la actualidad el mayor sindicato centro de educación en Alemania.

### Tráfico
Tres autopistas (A 1, A 43, A 46) conectan la ciudad con las ciudades de los alrededores de Wuppertal, Essen, Bochum y Dortmund. El área urbana Sprockhöveler es la unión de las tres carreteras federales que conectan "Wuppertal-Nord". Por otra parte, la primera condujo a la carretera nacional 51 (desde el 1 de enero de 2010: Ruta Nacional 651) a partir de Hattingen hasta el cruce de la A43 en Sprockhövel Hammertal a través de la zona urbana.
En la línea de ferrocarril de Wuppertal-Wichlinghausen - Hattingen (Ruhr), liderado por Sprockhövel en 1979 y 1982, se han cargado mercancías y también pasajeros. La ruta se utiliza como el senderismo y el ciclismo de pista.

## Cultura y lugares de interés

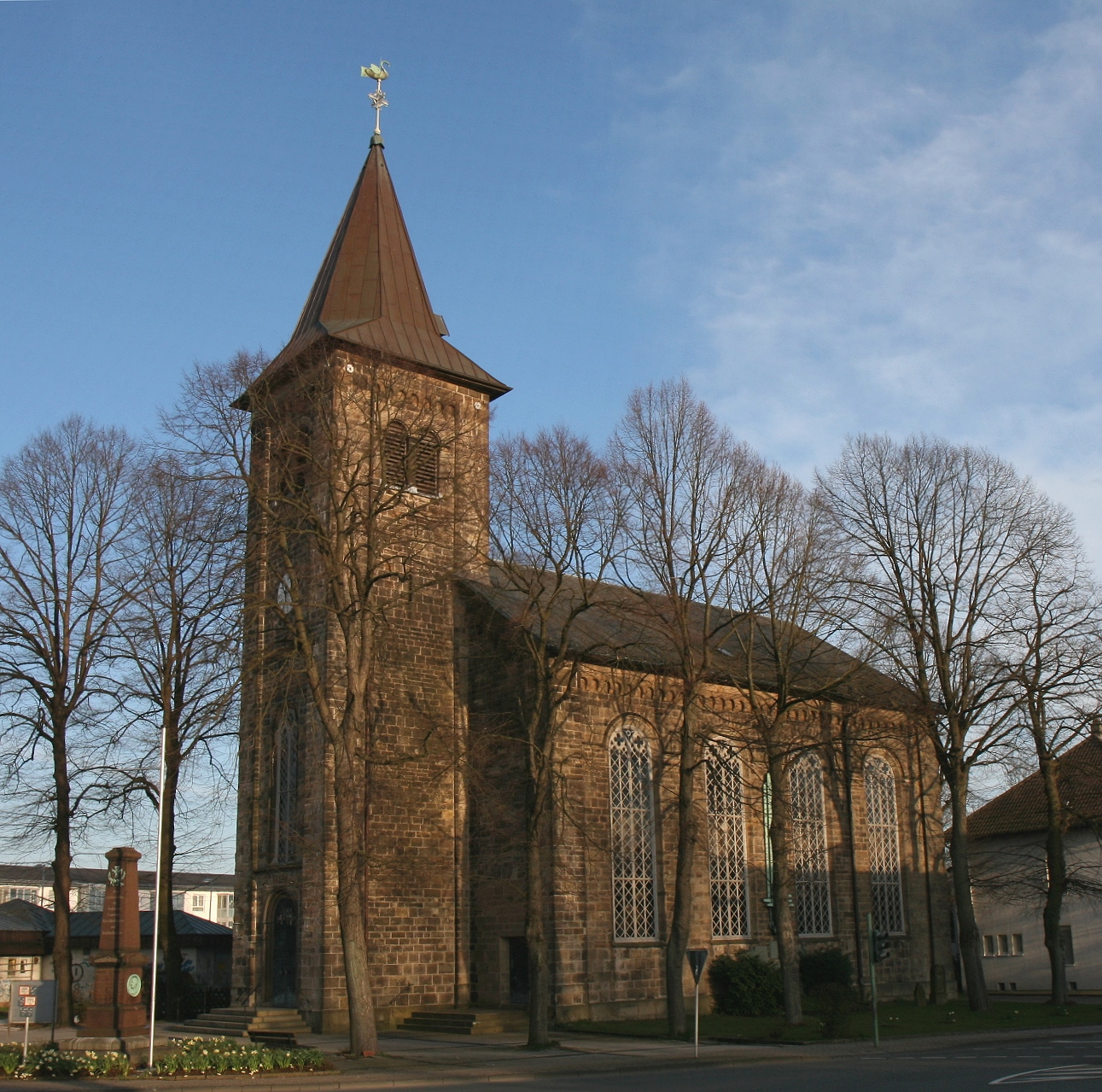
Iglesia Evangélica en Haßlinghausen

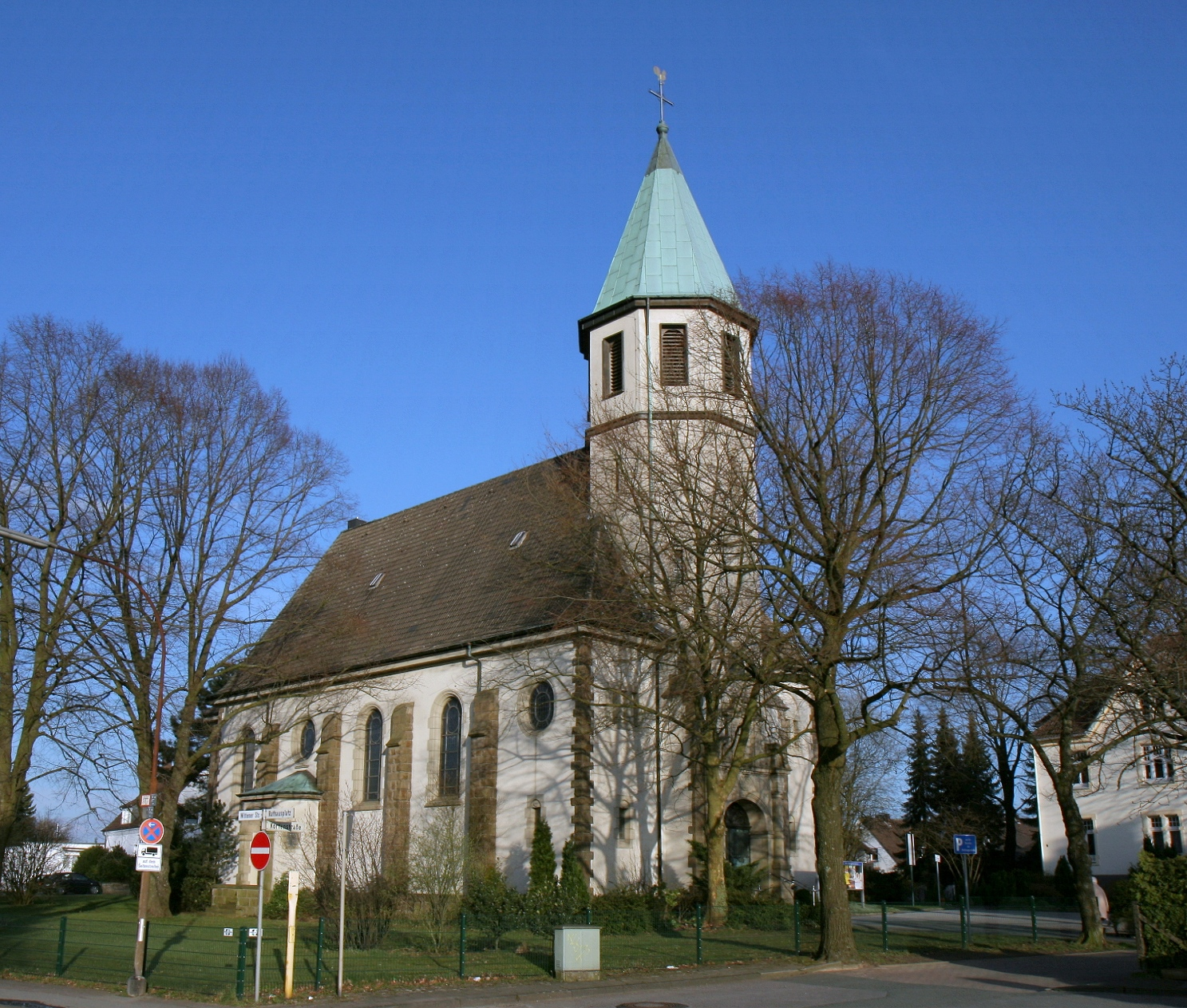
Iglesia Católica "San Josef "en Haßlinghausen

### Cultura
La vida cultural de la ciudad se reúne con los presidentes de los respectivos clubes de la ciudad Kulturring Sprockhövel. La Banda de Sprockhövel es la más grande banda de música sinfónica de la región del Ruhr sur. Además Sprockhövel tiene su propia escuela municipal de música, que también ofrece varias orquestas, conjuntos de música de cámara y grupos de juego. Algunos jóvenes han participado en reproducir música en el concurso nacional de Jugend con mucho éxito.

### Sprockhövel en la literatura
Publicado en 1994, de la vecina ciudad de Hattingen viene con el artista Jamiri el cómic El agujero Negro. Héroe de la obra es Spacejamiri. Él vuela en su nave espacial, y se convierte en el primer hombre en un agujero negro y se pregunta si en el otro extremo a la espera de la respuesta a todas las preguntas, está Nirvana o incluso Dios. En lugar de ello, termina con la cara verde en un cruce de calles de lluvias con el signo "Sprockhövel".

### Deporte
El TSG Sprockhövel mantiene el departamento de fútbol más exitoso de la región: El primer equipo juega en la Oberliga Westfalen. Otros clubes con los departamentos de fútbol son Hiddinghauser FV e. V., SC Obersprockhövel e. V., TUS Haßlinghausen 07 e. V., VfL Gennebreck 1923 e. V. y Wilde 13 Sprockhövel 1992 e. V.

## Algunos personajes
Mathilde Franziska Anneke, activista de los derechos de las mujeres	

Henriette Davidis, profesor de economía doméstica y autor	

Dietrich Grönemeyer, médico y hermano de Herbert Grönemeyer 

Otto Hagemann, el primer alcalde de Niedersprockhövel después de la Segunda Guerra Mundial (FDP)	

Hans Kaseberg, exalcalde (SPD)	

Wilhelm Kraft, alcalde en Haßlinghausen de 1919-1932	

Dirk Schrade, Concurso Completo, vive en el distrito Haßlinghausen desde 2009	

Erwin Selle Anillo, Ministro Presidente de Mecklemburgo-Pomerania Occidental (SPD)	

Otto Foothill, poeta local	

El industrial Paul Pleiger vivió durante muchos años con su familia en Sprockhövel	

La presentadora de televisión Daniela Pie creció en Sprockhövel	